# Gerry and the Pacemakers
Gerry and the Pacemakers è stato un gruppo musicale rock britannico, popolare durante gli anni sessanta e parte della British invasion; formatosi a Liverpool nel 1959, si sciolse nel 1966; il loro genere musicale variava dal merseybeat, al rock, al pop. Il gruppo raggiunse il primo posto in classifica in Gran Bretagna con i primi tre singoli pubblicati (primato eguagliato solo diversi anni dopo dal gruppo Frankie Goes to Hollywood).

## Storia
Il complesso fu fondato per iniziativa di giovani musicisti che cominciavano a sviluppare le sonorità del merseybeat, la musica nata intorno ai dock portuali della Mersey che sarebbe poi sfociata nel rock morbido e suadente dei Beatles prima maniera. Gerry and the Pacemakers si esibirono nei locali del Merseyside incrociando al loro debutto i Beatles al Cavern nell'ottobre del 1960 e, come molti altri gruppi di Liverpool, anch'essi fecero la gavetta nei locali di Amburgo. Nel 1963 furono chiamati come gruppo di spalla nella tournée attraverso l'Inghilterra insieme ai Beatles e a Roy Orbison.
Entrati nella scuderia di Brian Epstein, il loro singolo di esordio e anche il loro primo successo fu How Do You Do It? del 1963, una composizione che George Martin aveva proposto ai Beatles ma che questi avevano rifiutato perché avevano preferito uscire con Love Me Do, brano di loro composizione. Venne quindi registrato dal gruppo e raggiunse il primo posto delle classifiche inglesi. Molte delle successive incisioni avrebbero ottenuto un successo di vendite tanto in Inghilterra quanto negli Stati Uniti.
Nel 1964 sono stati ospiti nella trasmissione televisiva Top of the Pops.
Si sciolsero all'inizio del 1967. Gerry Marsden è diventato un popolare cabarettista e intrattenitore televisivo per bambini. Ha riformato i Pacemakers nel 1972 con McLaughlin, Billy Kinsley e Pete Clarke.
In Europa il successo di Gerry and the Pacemakers fu alterno: in Francia come in Italia non ebbero grande considerazione da parte della stampa specializzata dell'epoca.
Nel paese di origine sono comunque ricordati per Ferry 'Cross the Mersey e per il brano You'll Never Walk Alone, inno del Liverpool Football Club. Tra i loro successi figurano anche Summertime e The House of the Rising Sun, già portata al successo dal complesso The Animals.

## Discografia

### Album

#### Album in studio
- 1964 - How Do You Like It?
- 1964 - Don't Let the Sun Catch You Crying
- 1964 - Gerry and the Pacemakers' Second Album
- 1965 - Ferry Cross the Mersey
- 1965 - I'll Be There!
- 1966 - Girl on a Swing

#### Raccolte
- 1965 - Gerry and the Pacemakers' Greatest Hits
- 1979 - The Best of Gerry and the Pacemakers
- 1984 - The Very Best of Gerry and the Pacemakers

#### Live
- 1981 - Ferry Cross the Mersey
- 2018 - Gerry and the Pacemakers Live at the BBC

### Singoli
- 1963 - How Do You Do It?/Away from You
- 1963 - I Like It/It's Happened to Me
- 1963 - You'll Never Walk Alone/It's All Right
- 1964 - I'm the One/You've Got What I Like
- 1964 - Don't Let the Sun Catch You Crying/Show Me That You Care
- 1964 - It's Gonna Be All Right/It's Just Because
- 1964 - Ferry Cross the Mersey/You You You
- 1965 - I'll Be There/Baby You're So Good To Me
- 1965 - Walk Hand in Hand/Dreams
- 1966 - La La La/Without You
- 1966 - Girl on a Swing/Fool to Myself
- 1972 - You'll Never Walk Alone
- 1974 - Remember (The Days of Rock and Roll)/There's Still Time
- 1978 - Ferry Cross the Mersey/Don't Let the Sun Catch You Crying

### EP
- 1963 - How Do You Do It?
- 1964 - You'll Never Walk Alone
- 1964 - I'm The One
- 1964 - Don't Let The Sun Catch You Crying
- 1964 - It's Gonna Be All Right
- 1965 - Gerry In California
- 1965 - Hits From "Ferry Cross The Mersey"
- 1965 - Rip It Up

## Formazione
- Gerry Marsden (Gerard Marsden) (Liverpool, 24 settembre 1942 - 3 gennaio 2021)
- Fred Marsden (Frederick John Marsden) (Liverpool, 23 ottobre 1940 - 9 dicembre 2006)
- Les Chadwick (John Leslie Chadwick) (Aigburth, 11 maggio 1943 - 26 dicembre 2019)
- Arthur Mack (Arthur MacMahon), rimpiazzato nel 1961 da Les Maguire (Leslie Charles Maguire) (Wallasey, 27 dicembre 1941)

### Altri
- impresario: Brian Epstein
- produttore: George Martin

## Accoglienza

### Singoli distribuiti nel Regno Unito
| Data di distribuzione | Lato A                               | Lato B                    | Classifiche singoli UK |
| --------------------- | ------------------------------------ | ------------------------- | ---------------------- |
| Marzo 1963            | How Do You Do It?                    | Away from You             | numero 1               |
| Maggio 1963           | I Like It                            | It's Happened to Me       | numero 1               |
| Ottobre 1963          | You'll Never Walk Alone              | It's Alright              | numero 1               |
| Gennaio 1964          | I'm the One                          | You've Got What I Like    | numero 2               |
| Aprile 1964           | Don't Let the Sun Catch You Crying   | Show Me That You Care     | numero 6               |
| Settembre 1964        | It's Gonna Be Alright                | It's Just Because         | numero 24              |
| Dicembre 1964         | Ferry 'Cross the Mersey              | You, You, You             | numero 8               |
| Marzo 1965            | I'll Be There                        | Baby You're So Good to Me | numero 15              |
| Novembre 1965         | Walk Hand in Hand                    | Dreams                    | numero 29              |
| Febbraio 1966         | La La La                             | Without You               | -                      |
| Settembre 1966        | Girl on a Swing                      | A Fool to Myself          | -                      |
| Aprile 1974           | Remember (The Days of Rock and Roll) | There's Still Time        | -                      |

### Album distribuiti nel Regno Unito
| Data di distribuzione | Titolo                    | Official Albums Chart |
| --------------------- | ------------------------- | --------------------- |
| Ottobre 1963          | How Do You Like It?       | numero 2              |
| Marzo 1965            | Ferry 'Cross the Mersey † | numero 19             |

† - Colonna sonora; include altri musicisti

### Singoli distribuiti negli Stati Uniti
Negli Stati Uniti è stata distribuita una differente serie di singoli di Gerry and The Pacemakers, secondo il programma studiato dalla casa discografica Laurie Records, inclusi due singoli mai distribuiti nel Regno Unito. Va notato che questa era una pratica piuttosto diffusa all'epoca, e accadde anche con The Beatles e The Dave Clark Five.
| Data di distribuzione | Lato A                                        | Lato B                   | Billboard Hot 100 |
| --------------------- | --------------------------------------------- | ------------------------ | ----------------- |
| Aprile 1963           | How Do You Do It?                             | Away from You            | -                 |
| Giugno 1963           | I Like It                                     | It's Happened to Me      | -                 |
| Dicembre 1963         | You'll Never Walk Alone                       | It's Alright             | -                 |
| Gennaio 1964          | I'm the One                                   | You've Got What I Like   | numero 82         |
| Maggio 1964           | Don't Let the Sun Catch You Crying            | Away from You            | numero 4          |
| Luglio 1964           | How Do You Do It? (riedizione)                | You'll Never Walk Alone  | numero 9          |
| Gennaio 1965          | I Like It (ristampa)                          | Jambalaya                | numero 17         |
| Marzo 1965            | I'll Be There                                 | You, You, You            | numero 14         |
| Maggio 1965           | Ferry 'Cross the Mersey                       | Pretend                  | numero 6          |
| Giugno 1965           | It's Gonna Be Alright                         | Skinny Minnie            | numero 23         |
| Settembre 1965        | You'll Never Walk Alone (Reissue)             | Away from You            | numero 48         |
| Ottobre 1965          | Give All Your Love to Me                      | You're the Reason        | numero 68         |
| Dicembre 1965         | Walk Hand in Hand                             | Dreams                   | -                 |
| Marzo 1966            | La La La                                      | Without You              | numero 90         |
| Giugno 1966           | Girl on a Swing                               | The Way You Look Tonight | numero 28         |
| Ottobre 1966          | The Big Bright Green Pleasure Machine         | Looking For My Life      | -                 |
| Aprile 1970           | Don't Let the Sun Catch You Crying (ristampa) | Away from You            | -                 |

### Album distribuiti negli Stati Uniti
Dati da Billboard 200.
- Don't Let the Sun Catch You Crying (luglio 1964) numero 29
- Gerry & The Pacemakers' Second Album (novembre 1964) numero 129
- Ferry Cross the Mersey [colonna sonora] (febbraio 1965) numero 13
- I'll Be There! (febbraio 1965) numero 120
- Gerry & The Pacemakers' Greatest Hits (maggio 1965) numero 44
- Girl on a Swing (dicembre 1966)
- The Best of Gerry & The Pacemakers (luglio 1979)